# Stockalperturm
Der Stockalperturm in Gondo  im Kanton Wallis in der Schweiz wurde in den Jahren 1666 bis 1685 von Kaspar Jodok von Stockalper erbaut. Er steht am Eingang zur Gondoschlucht.

## Geschichte

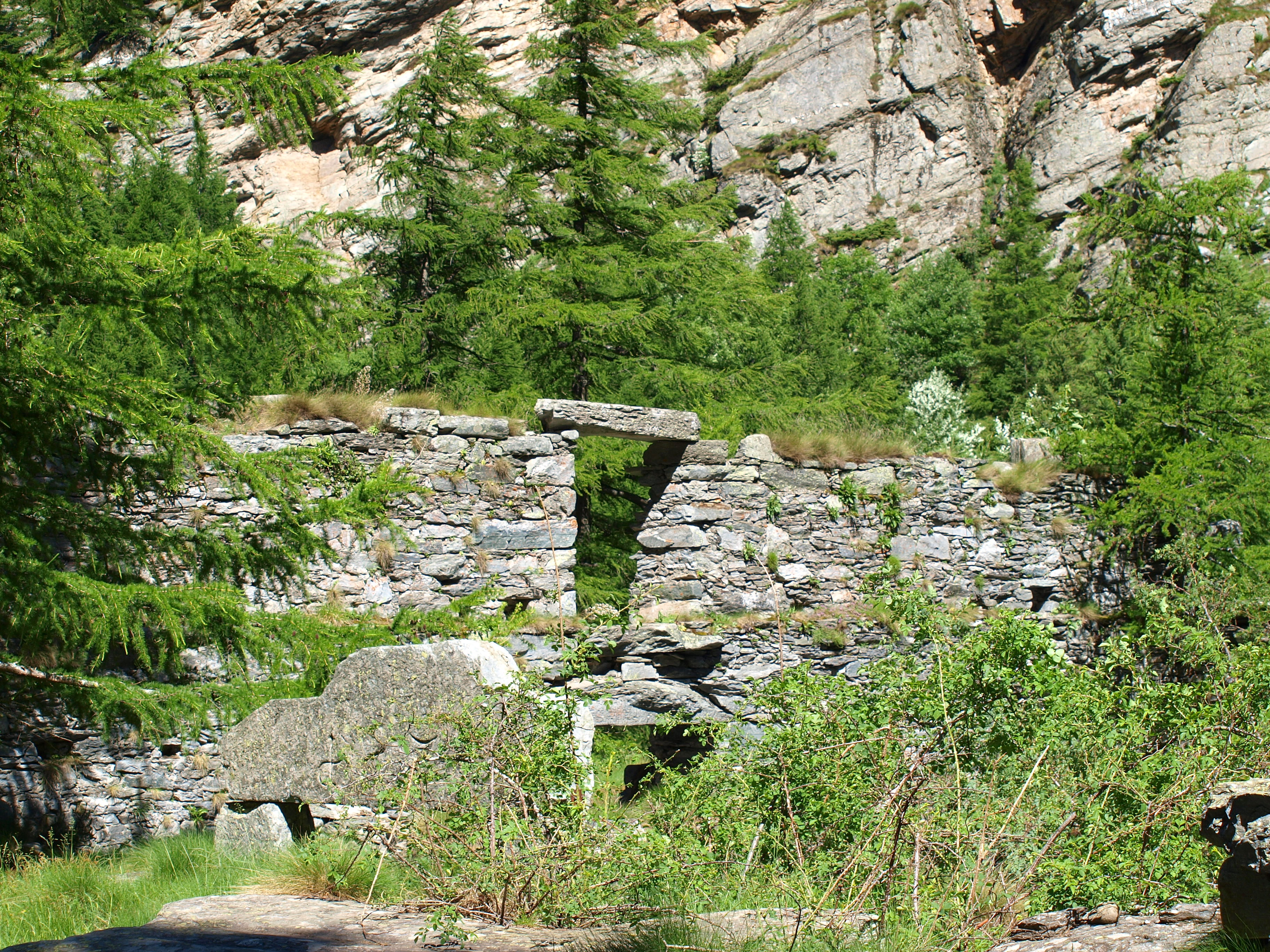
Ruine des Stockalperturms am westlichen Eingang zur Gondoschlucht. Auf dem Türsturz ist die Jahreszahl «1676» lesbar

Der gesamte Warentransport der Säumer, der sich auf dem Stockalperweg zwischen dem Wallis und Italien entwickelte, kam am Stockalperturm vorbei. Der Stockalperturm war Warenlager und Umschlagplatz für die Güter, die Stockalper in grossen Mengen über den Pass führen liess. Die Säumer fanden im Turm Unterkunft und Versorgung. In späteren Jahren diente der Turm als Werkstatt, Geschäft und Lager.
Neben dem Stockalperturm in Gondo besass Kaspar Stockalper auch die Goldmine Gondo, das Alte Hospiz auf dem Simplonpass und das Stockalperschloss in Brig. Sein später geplanter Turm am westlichen Eingang zur Gondoschlucht wurde nie fertig gestellt und ist bis heute eine Bauruine.

## Neuzeit
Während der Alpenhochwasserkatastrophe wurde am 14. Oktober 2000 durch einen Erdrutsch etwa die Hälfte des Turmes weggerissen; in Gondo verloren 13 Menschen ihr Leben. Mit der Hilfe der Schweizer Bevölkerung, verschiedener Institutionen und der Stiftung Stockalperturm war es möglich, den eingefallenen Teil des fünfstöckigen Stockalperturms wieder aufzubauen und das ganze Gebäude zu renovieren. Die Baukosten beliefen sich auf 7,6 Millionen Franken. Die kantonale Denkmalpflege und der Heimatschutz sorgten dafür, dass der Umbau des Turms möglichst authentisch und zeitgemäss ausgeführt wurde. Der Turm ist heute ein Hotel für Touristen und Seminargäste.
Im Stockalperturm befindet sich heute unter anderem ein Museum über die Geschichte der Goldmine Gondo.